# 英國皇家女子空軍

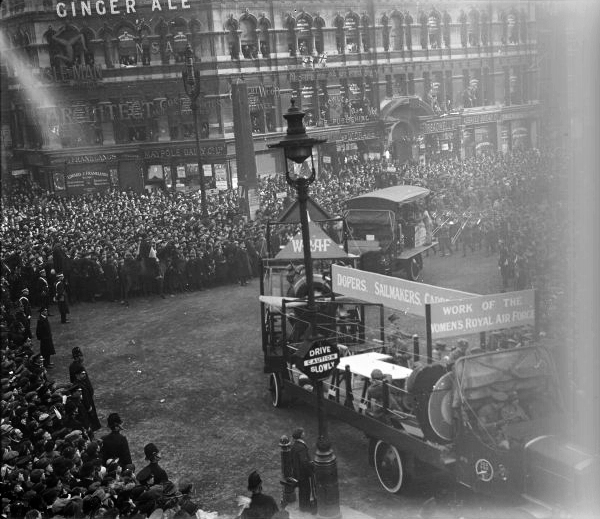
1918年第一次世界大战结束时皇家女子空军在游行

英國皇家女子空軍（英語：Women's Royal Air Force，简称WRAF）是英国皇家空军（RAF）的分支，由女性组成。

## 歷史
女子空军是英國皇家空军的辅助组织，成立于1918年。初衷是为了让有能力的女性在第一次世界大战中成为军人。然而，该组织中的女性大多担任司机、机械师等职位。1920年女子空军解散。于2008年去世的格拉迪斯·普维尔和2012年1月去世的佛萝伦丝·格林，都被认为曾经参加該部隊。
1949年2月1日，更名为女子辅助空军，此名称在1939年使用过。后又更名为皇家女子空军，在接下来的几十年中人数与皇家空军同比大幅增长。后来英国军方和女子空军在职业上充分同化。皇家女子空军中，只有两人在英军乐队中，乐队在1972年解散，隊員转移到皇家女子空军乐队。

## 军衔
下表是1968年时的军衔。
| 女子空軍军衔 | 英國皇家空軍相當军衔 |
| 空军少尉     | 空军少尉             |
| 空军中尉     | 空军中尉             |
| 空军上尉     | 空军上尉             |
| 空军少校     | 空军少校             |
| 空军中校     | 空军中校             |
| 空军上校     | 空军上校             |
| 空军准将     | 空军准将             |
| 空军参谋长   | 空军少将             |

这些军衔于1949年推出，使用于不同的军队。

## WRAF指挥官列表
- Violet Douglas-Pennant，1918年5月—9月
- Helen Gwynne-Vaughan，1918年9月—1920年

## WARF长官列表
- 空军指挥官Dame Felicity Hanbury, 1949–1950
- 空军指挥官Dame Nancy Salmon, 1950–1956
- 空军指挥官Dame Henrietta Barnet, 1956–1959
- 空军指挥官Dame Anne Stephens, 1959–1962
- 空军指挥官Dame Jean Conan Doyle, 1962–1966
- 空军指挥官Dame Felicity Hill, 1966–1969
- 空军指挥官Philippa Marshall, 1969–1973
- 空军指挥官Molly Allott, 1973–1976
- 空军指挥官Joy Tamblin, 1976–1980
- 空军指挥官Helen Renton, 1980–1986
- 空军指挥官Shirley Jones, 1986–1989
- 空军指挥官Ruth Montague, 1989–1994